# Andreas Moisa

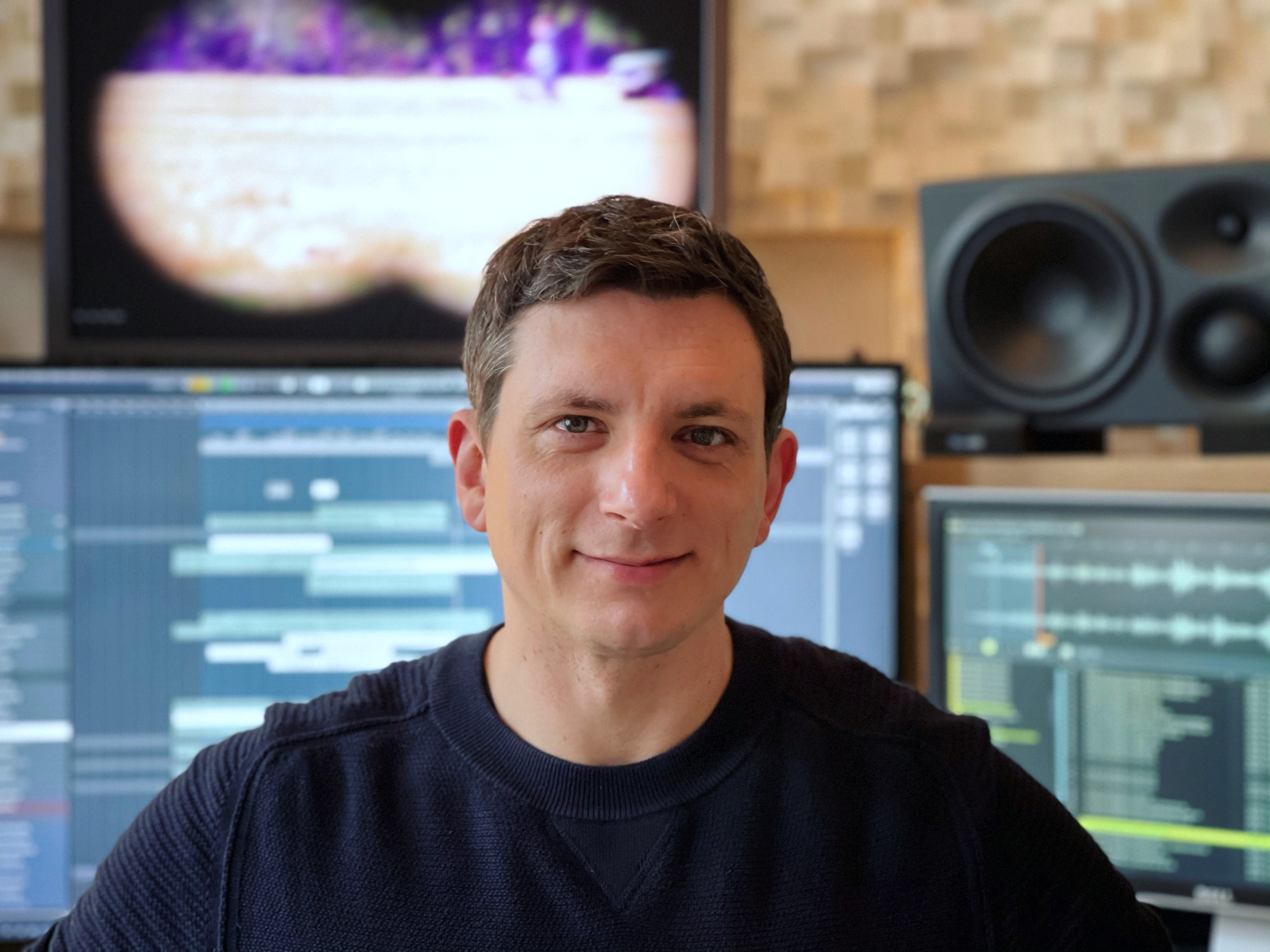
Andreas Moisa

Andreas Moisa (* 14. Mai 1977 in Rhede) ist ein deutscher Musiker, Filmkomponist und Sounddesigner.

## Biografie
Andreas Moisa wuchs im Ruhrgebiet auf. Er spielte erst Orgel und entdeckte durch die E-Gitarre mit Unterricht bei Andreas Wildenhain und Philipp van Endert die Welt des Funk, Soul und Jazz. Nach dem Abitur am Städtischen Gymnasium Herten im Jahr 1996 und dem darauf folgenden Zivildienst zog er 1997 nach Leipzig, um an der Hochschule für Musik und Theater „Felix Mendelssohn Bartholdy“ Leipzig Jazz und Popularmusik im Hauptfach Plektrum-Gitarre, u. a. bei Christian Röver zu studieren. Unterricht in Arrangement und Orchestration für Bigband und Orchester und seine Abschlussarbeit zum Diplom-Musikpädagogen über die verschiedenen musikalischen Ansätze in der Filmmusikkomposition verfestigten seinen Wunsch, Filmkomponist zu werden.
Während und nach dem Musikstudium war Andreas Moisa als Gitarrist in verschiedenen Bands und Projekten aktiv, unter anderem bei Sooshee, Max Express, Jamtonic, Leipzig Bigband, Black Design. Er hat außerdem mit dem deutschen Chansonsänger Johannes Kirchberg gearbeitet und stand mit Künstlern wie Lionel Richie, Elton John, Lily Allen, Clueso oder Yvonne Catterfeld auf der Bühne. In dieser Zeit lernte er den Musiker und Komponisten Philipp E. Kümpel kennen und gründete mit ihm die Band „Indra“, woraus sich eine bis heute dauernde Zusammenarbeit als Filmkomponisten-Team entwickelte.
Zwischen 2008 und 2020 war Andreas Moisa als Autor des Musikmagazins KEYS tätig. Für die Fachzeitschrift testete er als Experte Samplelibrarys, schrieb über Techniken der Filmmusik-Produktion und führte Interviews mit Filmkomponisten-Kollegen wie Hans Zimmer, Ramin Djawadi, Harry Gregson-Williams, Sean Callery oder Fabian Römer. Mit der Teilnahme am einwöchigen Mix-with-the-Masters-Seminar mit Alan Meyerson (Score Mixer Hans Zimmer, James Newton Howard) festigte er seine Kenntnisse in Musikproduktion, Tonmischung und Mastering.
Im Jahr 2017 gründete Andreas Moisa das Musiklabel Moisa Records und veröffentlicht in der Musiklibrary für Film und TV „Moisa + Kümpel Production Music“ bisher 54 Alben mit gemeinsamen Kompositionen von ihm und Partner Philipp Kümpel.
Im Jahr 2020 gründet Andreas Moisa das Sounddesignprojekt WHATABAUDIO (what about you) und veröffentlicht dort Soundlibrarys für Filmkomponisten, vor allem für den Software-Synthesizer Zebra 2 von u-he.

## Filmmusik
Mit mehr als 200 Kompositionsprojekten im Portfolio ist Andreas Moisa zusammen mit Philipp Kümpel eine feste Größe in der deutschen Unterhaltungsbranche. Die gemeinsamen Arbeiten umfassen hochkarätige Produktionen wie Florence Miailhes Animationsfilm Die Odyssee, die ZDF-Serie SOKO Leipzig oder das MDR-Geschichtsformat Geschichte Mitteldeutschlands. Weitere bekannte Filme sind Die unheimliche Leichtigkeit der Revolution von Regisseur Andy Fetscher sowie Dokumentarfilme wie Terra X. Daneben komponieren Andreas Moisa und Philipp Kümpel Musik für Werbeaufträge und können Kunden wie BMW, Mercedes-Benz, Under Armour, Porsche, MAN und Krombacher vorweisen.

## Filmografie (Auswahl)
- 2005: Charles Lindbergh - The true Story (TV-Dokumentation)
- 2006: Der blaue Affe (Kurzfilm u. a. mit Matthias Schweighöfer)
- 2007: Krimi.de (TV-Serie, 3 Folgen)
- 2007: Der Schatz der Nibelungen (TV-Dokumentation, 2 Folgen)
- 2009: Kriegskinder (TV-Serie, 4 Folgen)
- 2010: Tender Son – Das Frankenstein Projekt (Kinofilm)
- 2010: Terra X – Gefahr aus den Bergen
- 2015: Platonow (TV-Spielfilm)
- 2009–2016: Geschichte Mitteldeutschlands (TV-Serie, 31 Folgen)
- seit 2009: SOKO Leipzig (TV-Serie, 80 Folgen)
- 2018: Der Auf-Schneider – Aufstieg und Fall eines deutschen Baulöwen
- 2020: Ein Hoch auf das Mammut (Here’s to the Mammoth) (Kurzfilm)
- 2021: Die unheimliche Leichtigkeit der Revolution
- 2021: Die Odyssee (La traversée)
- 2021: Große Mythen aufgedeckt (TV-Serie, 3 Folgen)
- 2022: Egostory[2] (DOKU-Serie)
- 2023: Im Labyrinth der Lügen[3] (TV-Serie)